# Trichodesma indicum
Trichodesma indicum là loài thực vật có hoa trong họ Mồ hôi. Loài này được (L.) Lehm. miêu tả khoa học đầu tiên năm 1818.